# Musique spectrale
 (novembre 2022).

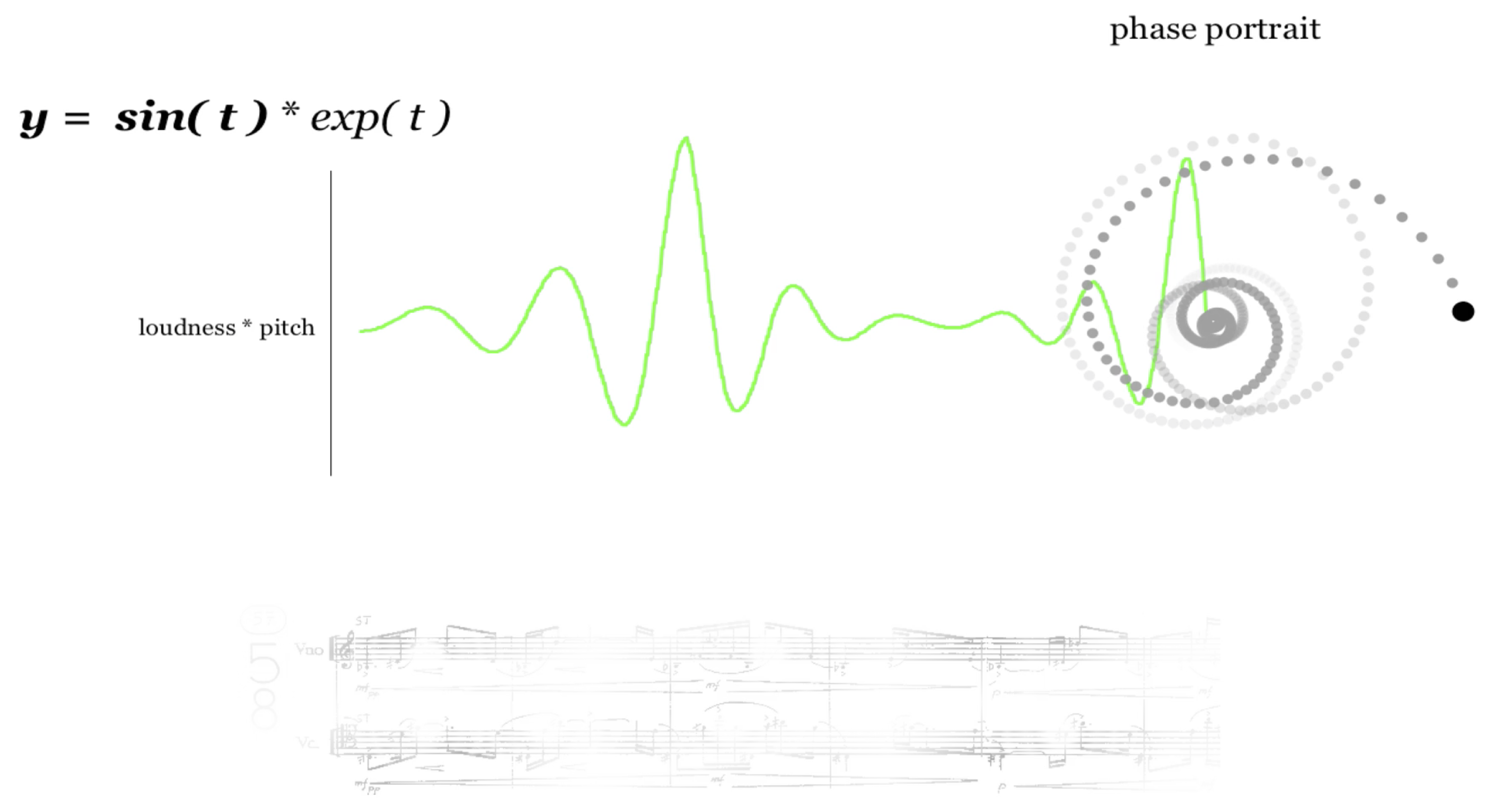
Musique spectrale (illustration)

La musique spectrale est apparue à la fin du XXe siècle ; elle s'est développée au cours des années 1970 et demeure toujours en cours grâce, en particulier, aux progrès de l'informatique musicale. Cette étiquette sert généralement à désigner des techniques de composition développées principalement par des compositeurs français, Tristan Murail et Gérard Grisey notamment, même si ce dernier s'identifiait peu dans cette expression et aurait préféré celle de « musique liminale », qui résumait mieux sa pensée du temps musical. L’expression fut inventée par le compositeur Hugues Dufourt dans un article de 1979.

## Précurseurs
Au Japon, dans les années 1950, Toshirō Mayuzumi (1929-1997) a analysé acoustiquement les sons des cloches bouddhistes. Il a ensuite reproduit leurs qualités sonores avec des instruments classiques dans Campanology pour orchestre (1957), Nirvana Symphony pour chœur et orchestre (1958), Campanology pour multi-piano (1966). Il a appelé cette méthode l’« effet de la campanologie ».
La musique des Roumains Iancu Dumitrescu (1944) et Horatiu Radulescu (1942–2008) est souvent citée comme étant précurseur du mouvement spectral. Mais le mode de composition résulte plus de l'héritage de la musique populaire roumaine qui englobe elle-même des aspects 
spectraux, ainsi que de la musique byzantine, que de l'exploration scientifique des composantes harmoniques du son, comme procède l'école 
spectrale française. De ces deux compositeurs on peut citer comme œuvres représentatives, pour Rădulescu, Iubiri pour 16 instruments et sound icons (un instrument créé par le compositeur) ou ses sonates pour piano, et pour Dumitrescu Medium II pour contrebasse et Cogito/Trompe-l'œil  pour piano préparé, 2 contrebasses, gong javanais, cristaux et objets métalliques. Radulescu a mis au point une écriture spectrale basée sur la scordatura spectrale comportant des intervalles inégaux, peu nombreux dans le grave et de plus en plus nombreux en montant vers l'aigu. L'ensemble Hyperion de Bucarest, avec les compositeurs Costin Cazaban et Ana-Maria Avram est un constituant important de ce mouvement.
La musique spectrale, dans un sens restrictif, est principalement basée sur la découverte de la nature du timbre musical et la décomposition spectrale du son musical, à l'origine de la perception de ce timbre. Certaines œuvres comme Atmosphères de György Ligeti, Stimmung de Karlheinz Stockhausen, Metastasis de Iannis Xenakis, Mutations de Jean-Claude Risset et Stria de John Chowning ont directement influencé ce mouvement, par leur ambivalence harmonie-timbre. Il en est de même pour les œuvres de Giacinto Scelsi, que les spectraux français ont bien connu lors de leurs séjours en Italie, de Per Norgard (Iris, Luna ou Voyage into the golden screen ou encore sa Troisième symphonie) ou encore de Friedrich Cerha (Cycle des Spiegel).

## Principe
La musique « spectrale » tente de synthétiser à l'orchestre ou avec un ensemble instrumental des évolutions temporelles de sons plus ou moins bruités. Elle utilise pour cela des techniques microtonales d'orchestration favorisant une perception fusionnée, qui est celle du timbre, et des processus continus de transformation du matériau dans le temps. Tristan Murail, Gérard Grisey, Hugues Dufourt et Michaël Levinas développeront cette recherche, en y incorporant des techniques dérivées de l'analyse-synthèse par ordinateur, qui a permis de rentrer dans les détails de la représentation du timbre. Ils appliqueront ainsi à l'écriture pour instruments traditionnels des techniques précédemment découvertes en électroacoustiques comme la modulation de fréquence, la boucle de réinjection, la compression de spectres, ou la dilatation d'un son dans le temps. Esthétiquement, cette école s'opposait à la musique sérielle et plus généralement à une musique combinatoire, préférant penser le son complexe comme un continuum, parallèle microscopique du continu formel macroscopique qu'est une œuvre de musique.
Le principe repose sur l'observation du son musical au moyen de sonagrammes que les progrès de l'informatique ont rendu plus pratiques et moins limités en fréquences et en durée, et sa relation au temps : ainsi peuvent être mis en rapport le déroulement d'un son observé  à l'échelle « microsonique » et une perception musicale à l'échelle plus « macrosonique ».
Acoustiquement, chaque son peut être décomposé en un son fondamental accompagné de divers sons harmoniques à l'intensité variable, ainsi que de bruits provoqués par le mode d'émission (coup d'archet, de la langue etc.). L'observation fine du profil spectrographique des notes émises par un instrument permet de fournir un schéma de travail : le compositeur peut utiliser ces repères pour faire intervenir d'autres instruments et composer.
Plus généralement, ce mouvement esthétique, qui propose également de nouvelles techniques musicales, apparaît en réaction à la pensée structuraliste de la musique des années 1960 (sérialité généralisée, combinatoires) qui, pour ces compositeurs, non seulement travaillait sur des paramètres du son qui avait été délaissé par les compositeurs de la première moitié du XXe siècle (rythmes, hauteurs d'une échelle à 12 notes, etc.), mais également se détournait de l'objet pour ne combiner et spéculer que sur des abstractions parfois vidées de leur sens. La musique spectrale est un retour à la perception, à un intérêt théorique pour les notions d'anticipation, de surprise et de flèche du temps en musique (comme les musiques de processus et répétitives aux États-Unis), et pour une composition des phénomènes continus en musique.

## Principaux compositeurs et œuvres majeures
- Partiels (du cycle Espaces acoustiques), 1975, Gérard Grisey
- Saturne, 1978-1979, Hugues Dufourt
- Le temps et l'écume[2], 1988-1989, Gérard Grisey
- Désintégrations, 1982, Tristan Murail
- Color[3], 2001, Marc-André Dalbavie

## Notion d'école spectrale
La notion d'école correspond peu à la réalité mais, en tirant un peu, on peut affirmer qu'il s'agit d'une école esthétique dans le sens où elle a influencé de nombreux compositeurs plus jeunes : Thierry Alla, Thierry Blondeau, Marc-André Dalbavie, Jean-Luc Hervé, Philippe Hurel, Philippe Leroux, Fabien Lévy, Caroline Marçot, Eric Tanguy, Frédéric Maurin et Xu Yi en France, Claude Ledoux et Luc Brewaeys en Belgique, Claude Vivier au Canada, Kaija Saariaho et Magnus Lindberg en Finlande, George Benjamin et Julian Anderson au Royaume-Uni, Joshua Fineberg et Steve Lehman aux États-Unis, Georg Friedrich Haas en Autriche ainsi qu'Ana-Maria Avram en Roumanie pour n'en citer que quelques-uns.